# Cape Mount
Koordinaten: 6° 43′ 39″ N, 11° 21′ 56″ W
Das Cape Mount (selten auf Deutsch auch Kap Mount) ist ein markanter Punkt an der westafrikanischen Küste am Atlantik, sie liegt im äußersten Nordwesten Liberias. Es besteht aus einer etwa 20 Kilometer langen, aber kaum 3 Kilometer breiten, felsigen Halbinsel, die im Südosten mit dem Festland verbunden ist. Die höchste Erhebung dieses Vorgebirges liegt bei etwa 325 m über dem Meeresspiegel.

## Lage
Am Cape Mount liegt im Distrikt Grand Cape Mount die Stadt Robertsport. Sie wurde von den ersten Einwanderern aus dem Rückführungsprojekt amerikanischer Sklaven nach Afrika begründet. Auf der bewaldeten Halbinsel befinden sich in Strandnähe drei kleine Seen: Lake Mono, Lake Jaa und Lake Makasa, diese sind jedoch winzig im Vergleich zum Lake Piso, der sich nördlich, zwischen der Halbinsel und dem Festland befindet und bei Robertsport mit dem Meer in Verbindung steht. Der Piso-See war während des Zweiten Weltkriega der US-amerikanische Stützpunkt für Wasserflugzeuge. Das False Cape Mount befindet sich nur etwa 4 Kilometer entfernt.

## Geschichte
Cape Mount gilt als das früheste benannte Wahrzeichen der liberianischen Küste. Der erste Europäer, der das Cape Mount zu Gesicht bekam, war 1458 der portugiesische Entdecker Diogo Gomes. Er bereiste im Auftrag Heinrichs des Seefahrers die afrikanische Westküste. Pedro de Sintra, der im Herbst des Jahres 1461 an der Pfefferküste landete und dort auf die Eingeborenen traf, gab den Vorgebirgen die Namen „Carbo de Monte“ = Cape Mount und das Carbo Mesurado. De Sintra beschrieb die Eingeborenen, die mit Kanus zu seinem vor Anker liegenden Schiff kamen als nackte mit Speeren, Pfeil und Bogen und teilweise mit Lederschilden ausgerüstete Krieger deren Ohren und Nasen an unterschiedlichen Stellen durchbohrt waren und deren Zähne zu Spitzen gefeilt waren. Doch sind die ersten Berichte über dieses Gebiet weitaus älter. Der aus Karthago stammende Seefahrer Hanno soll bereits um 500 v. Chr. an der Küste Afrikas entlang gesegelt und bis zum westlichsten Teil Liberias gereist sein. Auf seiner Reise habe dieser behaarte Menschen eingefangen, die er als „Gorilla“ bezeichnete, es wird vermutet, dass es sich um Schimpansen gehandelt hat.
Bereits im 14. Jahrhundert trugen die Könige um Cape Mount baumwollene Togas, wie sie von den Mandingo bekannt sind. Das Gebiet war unter anderem als Korn- oder Pfefferküste bekannt, da dort Paradieskorn (Meleguetapfeffer) angebaut wurde. Am 26. Juli 1847 erlangte Liberia seine Unabhängigkeit und war in drei Distrikte eingeteilt: Montserrado, Grand Bassa und Sinoe und Cape Mount gehörte zum Montserrado County.  1856 wurde der eigenständige Distrikt Grand Cape Mount davon abgetrennt. Von 1822 bis zur liberianischen Unabhängigkeitserklärung von der American Colonization Society im Jahr 1847 verließen mehr als 3000 ehemalige karibische Sklaven auf der Suche nach einem besseren Leben und Freiheit die Inseln der Karibik und kamen nach Liberia.